# Prácrito maharashtri
El mahārāṣṭrī or prácrito mahārāṣṭrī (en sánscrito Mahārāṣṭrī Prākṛta) es una lenguas prácrita hablado en la Antigüedad y la Edad Media en el occidente de India y que es el antecesor de los modernos marati y konkani.
El prácrito mahārāṣṭrī se habló hasta el siglo IX y era la lengua de uso común en la dinastía Satavahana. Obras como Karpūramañjarī y Gaha Sattasai (150 a. C.) fueron escritas en él. Jain Acharya Hemachandra es el gramático del Maharashtri Prakrit. El Maharashtri Prakrit fue la lengua Prakrit más utilizada en el oeste y el sur de la India.

## Aspectos históricos, sociales y culturales

### Historia
El surgimiento de los prácritos está fechado a mediados del segundo milenio antes de Cristo, cuando existían junto al sánscrito védico y posteriormente evolucionaron hasta convertirse en lenguas literarias de pleno uso. Es objeto de debate académico si el sánscrito o los prakrits son más antiguos, ya que algunos estudiosos sostienen que el sánscrito nació de los prakrits. Según el estudioso del sánscrito, Rajaramshastri Bhagawat, el mahārāṣṭrī es más antiguo y más vivaz que el sánscrito.
Vararuchi, el gramático más antiguo conocido del prácrito, dedica cuatro capítulos de su Prákṛta-Prakāśa a la gramática del prácrito mahārāṣṭrī. Los otros prácritos populares- Shauraseni, Ardhamagadhi, y Paishachi-merecen sólo uno cada uno. Esta preeminencia del mahārāṣṭrī, la confirma Daṇḍin quien, en su Kavyadarsha, le otorga el más alto estatus entre todos los prácritos.

### Demografía
El mahārāṣṭrī es el mejor atestiguado de todos los prácritos. Se hablaba desde Malwa y Rajputana (norte) hasta la región del río Krishna y río Tungabhadra (sur). Los historiadores coinciden en que el mahārāṣṭrī y otras lenguas prácritas prevalecían en lo que hoy es el moderno Maharashtra. Así, el mahārāṣṭrī se hablaba ampliamente en la India occidental e incluso hasta el sur de la región de habla kannada.

### Literatura antigua
El Gaha Sattasai se atribuye al rey Hāla (r. 20-24 CE). Otras obras en prácrito mahārāṣṭrī incluyen el Setubandha de Pravarasena II, el Karpuramañjarī y el SriHarivijay. Además fue la lengua fue utilizada por Vakpati para escribir el poema Gaudavaho. También se utiliza en los diálogos y las canciones de los personajes de clase baja en las obras de teatro sánscrito, especialmente del famoso dramaturgo Kālidāsa.

### Mecenazgo real
El mahārāṣṭrī fue la lengua oficial de la dinastía Satavahana en los primeros siglos de la Era Común. Bajo el patrocinio del Imperio Satavahana, el mahārāṣṭrī se convirtió en el prácrito más extendido de su tiempo, y también dominó la cultura literaria entre los tres "prácritos dramáticos" de la época, el mahārāṣṭrī, el shauraseni y el magadhi. Una versión del mahārāṣṭrī llamada Jaina Mahārāṣṭrī también se empleó para escribir las escrituras jainistas.

## Descripción lingüística

### Clasificación
El mahārāṣṭrī es un prácrito claramente emparentado con el marati y el konkani, que de hecho son sus sucesores modernos. Como ellos forma parte de las Lenguas indoarias meridionales.